# Contre-la-montre masculin aux championnats du monde de cyclisme sur route 2019
La contre-la-montre masculin aux championnats du monde de cyclisme sur route 2019 a lieu sur 54 kilomètres le 25 septembre 2019 à Harrogate, au Royaume-Uni.

## Qualification
Selon le système de qualification fixé par le comité directeur de l'Union cycliste internationale, « chaque nation bénéficie de 2 partants. [...] Le champion du monde, le champion olympique et les champions continentaux en titre peuvent participer en sus [de ce quota] »,.
| Champion              | Nom             | Pays           |
| --------------------- | --------------- | -------------- |
| Champion du monde     | Rohan Dennis    | Australie      |
| Champion d'Afrique    | Stefan de Bod   | Afrique du Sud |
| Champion panaméricain | Brandon Rivera  | Colombie       |
| Champion d'Asie       | Daniil Fominykh | Kazakhstan     |
| Champion d'Océanie    | Benjamin Dyball | Australie      |
| Champion d'Europe     | Remco Evenepoel | Belgique       |

## Participants
| Équipes nationales (38)- Argentine - Australie - Autriche - Belgique - Biélorussie - Canada - Colombie - Tchéquie - Danemark - Espagne - Estonie - France - Grande-Bretagne - Irlande - Islande - Italie - Ghana - Kazakhstan - Koweït - Lituanie - Luxembourg - Namibie - Pays-Bas - Nouvelle-Zélande - Paraguay - Portugal - Pologne - Roumanie - Afrique du Sud - Russie - Slovénie - Suisse - Slovaquie - Syrie - Taipei chinois - États-Unis - Ouzbekistan - Allemagne |
| |

## Favoris
Le tenant du titre australien Rohan Dennis est le grand favori de la course.

## Classement
| \| Classement général \| Classement général \| Classement général \| Classement général \| Classement général \| \| Coureur \| Coureur \| Pays \| Équipe \| Temps \| \| ------------------ \| ------------------ \| ------------------ \| ------------------ \| ------------------ \| \| 1er \| Rohan Dennis \| Australie \| Australie \| 1 h 05 min 05 s \| \| 2e \| Remco Evenepoel \| Belgique \| Belgique \| + 1 min 08 s \| \| 3e \| Filippo Ganna \| Italie \| Italie \| + 1 min 55 s \| \| 4e \| Patrick Bevin \| Nouvelle-Zélande \| Nouvelle-Zélande \| + 1 min 57 s \| \| 5e \| Alex Dowsett \| Royaume-Uni \| Grande-Bretagne \| + 2 min 01 s \| \| 6e \| Lawson Craddock \| États-Unis \| États-Unis \| + 2 min 07 s \| \| 7e \| Tanel Kangert \| Estonie \| Estonie \| + 2 min 07 s \| \| 8e \| Nélson Oliveira \| Portugal \| Portugal \| + 2 min 09 s \| \| 9e \| Tony Martin \| Allemagne \| Allemagne \| + 2 min 27 s \| \| 10e \| Stefan Küng \| Suisse \| Suisse \| + 2 min 46 s \| |                 |                  |                  |                 |
| |                 |                  |                  |                 |
| Source : ProCyclingStats |                 |                  |                  |                 |
| Classement général |                 |                  |                  |                 |
| Coureur | Coureur         | Pays             | Équipe           | Temps           |
| 1er | Rohan Dennis    | Australie        | Australie        | 1 h 05 min 05 s |
| 2e | Remco Evenepoel | Belgique         | Belgique         | + 1 min 08 s    |
| 3e | Filippo Ganna   | Italie           | Italie           | + 1 min 55 s    |
| 4e | Patrick Bevin   | Nouvelle-Zélande | Nouvelle-Zélande | + 1 min 57 s    |
| 5e | Alex Dowsett    | Royaume-Uni      | Grande-Bretagne  | + 2 min 01 s    |
| 6e | Lawson Craddock | États-Unis       | États-Unis       | + 2 min 07 s    |
| 7e | Tanel Kangert   | Estonie          | Estonie          | + 2 min 07 s    |
| 8e | Nélson Oliveira | Portugal         | Portugal         | + 2 min 09 s    |
| 9e | Tony Martin     | Allemagne        | Allemagne        | + 2 min 27 s    |
| 10e | Stefan Küng     | Suisse           | Suisse           | + 2 min 46 s    |